# Luis de Lamo Peris
Luis de Lamo Peris (Valencia, 1899- Madrid, 1989) fue un militar español.

## Biografía
Estudió en la Academia de Infantería del Alcázar de Toledo. Participó en la guerra de Marruecos, en el desembarco de Alhucemas y en diversas acciones contra el movimiento anticolonial. Tras el estallido de la Guerra civil se unió al bando sublevado, durante la cual ejerció como jefe del Estado Mayor de las divisiones 40.ª y 50.ª del Cuerpo de Ejército Marroquí, y como tal, entró en Barcelona el 26 de enero de 1939.
Fue profesor de la Escuela Superior de Guerra y agregado militar de la Embajada en Berna y Roma. Ascendido a General, fue jefe del Estado Mayor de la II Región Militar, Sevilla, gobernador militar e subinspector de tropas en Barcelona. Fue nombrado subsecretario del Ministerio del Ejército durante la etapa del general Antonio Barroso y Sánchez Guerra, reformando los estudios militares. Pasó a jefe de la División de infantería «Reyes Católicos» n.º 91, en Málaga. Ostentando el rango de teniente general ejerció como Capitán General de Cataluña, entre 1962 y 1965; siguió en la línea de su predecesor Martín Alonso, permitiendo mayor margen de maniobra a las autoridades civiles locales y provinciales. Siendo Capitán General se celebraron consejos de guerra contra Jordi Conill, Pere Ardiaca y contra el médico del PSUC, Antoni Gutiérrez, entre otros.

## Obras
- —— (1931). Trabajos fotogramétricos realizados por el Depósito Geográfico e Histórico del Ejército. Talleres del Instituto Geográfico y Catastral.

## Distinciones
- Legión del Mérito (Estados Unidos)
- Hermano Mayor Honorario de la Hermandad del Santo Entierro de Arahal (Sevilla)